# Георги Хаджиатанасов
Георги Хаджиатанасов (изписване до 1945 година: Георги хаджи Атанасовъ) е български революционер, одрински деец на Вътрешната македоно-одринска революционна организация.

## Биография
Георги Хаджиатанасов е роден в село Дерекьой, Лозенградско, тогава в Османската империя. Влиза във ВМОРО и става помощник-войвода, а след това и самостоятелен войвода на чета. Участва в Илинденско-Преображенското въстание от 1903 година и четата му заедно с тази на братовчед му Димитър Аянов получава задача да атакува полицейския участък и пощенската станция.
Хаджиатанасов оставя спомени, в които описва Кайовската афера.